# Marcus Haislip
Marcus Deshon Haislip (ur. 22 grudnia 1980 w Lewisburgu) – amerykański koszykarz, występujący na pozycji silnego skrzydłowego.
2 maja 2015 ustanowił rekord sezonu ligi tureckiej, trafiając 14 rzutów wolnych w jednym meczu (przeciw Royal Hali Gaziantep.

## Osiągnięcia
Stan na 13 listopada 2019, na podstawie, o ile nie zaznaczono inaczej.
NCAA
- Uczestnik:
  - rozgrywek Sweet Sixteen turnieju NCAA (2000)
  - turnieju NCAA (2000, 2001)
- Mistrz sezonu regularnego konferencji Southeastern (SEC – 2000)
- Zaliczony do II składu konferencji SEC (2002)

Drużynowe
- Mistrz:
  - Turcji (2006)
  - Chin (2011)
  - Libanu (2012)
- Wicemistrz Turcji (2007)
- Zdobywca Pucharu:
  - Turcji (2007)
  - Prezydenta Turcji (2005, 2006)
- Finalista Pucharu:
  - Turcji (2006)
  - Hiszpanii (2009)
  - Grecji (2010)
- Uczestnik rozgrywek TOP 16 Euroligi (2007, 2008, 2009, 2010)

Indywidualne
- MVP:
  - 9. kolejki Euroligi (2006/07)
  - 8. i 23. kolejki ACB (2008/09)
- Najbardziej spektakularny zawodnik ligi ACB (2009)
- Uczestnik meczu gwiazd ligi:
  - chińskiej (2013)
  - tureckiej (2006, 2007)
  - greckiej (2010)
- Lider:
  - strzelców ligi tureckiej (2015)[1]
  - Euroligi w blokach (2007)
- Zwycięzca konkursu wsadów ligi tureckiej (2006)